# Ariary
Ariary (valutakode MGA) er møntenheden på Madagaskar. Ariary er, sammen med den mauriske møntenhed Ouguiya, den eneste møntenhed som ikke er decimalbaseret. En ariary svarer til 5 iraimbilanja.
Navnene ariary og iraimbilanja stammer fra møntenhederne som blev brugt før kolonitiden. Også da var iraimbilanja værd 1⁄5 ariary.

## Overgang til ariary
Ariary erstattede den tidligere valuta, gassisk franc (valutakode MGF, også kendt under sit franske navn, franc malgache) 1. januar 2005. En gassisk ariary blev værdsat til 5 franc, og dermed blev en iraimbilanja 1 franc værd.
Mønterne og pengesedlerne er blevet benævnt både i officielle franc og de halvofficielle ariary og iraimbilanja siden 1961. Tidligere var benævnelsen franc den vigtigste. I 1992 blev mønter med højere værdi taget i brug, i begyndelsen fra 5 til 50 ariary. Disse mønter blev kun benævnt i ariary. I 1993 blev nye 500 ariary–2500 franc-sedler og 5000 ariary–25000 franc-sedler taget i brug, og der var benævnelsen ariary mere tydelig. På sedler som blev taget i brug efter 31. juli 2003 var benævnelsen ariary den vigtigste, mens franc blot blev påtrykt i små bogstaver. Mønter med lavere værdier er også blevet erstattet, men med hovedudformingen intakt.